# Liste von Theatergemeinden in Deutschland
Theatergemeinden sind gemeinnützige Besucherorganisationen, die ihren Mitgliedern ein vielfältiges Kulturprogramm vermitteln und durch ermäßigte Eintrittspreise eine aktive Teilnahme am kulturellen Leben in ihrer jeweiligen Stadt ermöglichen wollen.
In Deutschland gibt es unter anderem in folgenden Städten Theatergemeinden:
- Augsburg: Theatergemeinde und Junge Theatergemeinde Augsburg e. V.
- Berlin: TheaterGemeinde Berlin
- Bochum: Theatergemeinde Ruhr c/o Theatergemeinde Essen e. V.
- Bonn: Theatergemeinde und Junge Theatergemeinde Bonn e. V.
- Cottbus: TheaterGemeinde Cottbus e. V.
- Darmstadt: Theaterring Darmstadt und Junge Theatergemeinde Darmstadt e. V.
- Dinkelsbühl: Theatergemeinde Dinkelsbühl e. V.
- Düsseldorf: Theatergemeinde Düsseldorf e. V.
- Duisburg: Theatergemeinde Duisburg c/o Theatergemeinde Düsseldorf e. V.
- Essen: Theatergemeinde und Junge Theatergemeinde Essen e. V.
- Frankfurt am Main: Theatergemeinde Frankfurt e. V.
- Gelsenkirchen: Kulturring im BDKJ Gelsenkirchen
- Hamburg: TheaterGemeinde Hamburg e. V.
- Ingolstadt: Theatergemeinde Ingolstadt e. V.[2]
- Karlsruhe: Kunst- und Theatergemeinde Karlsruhe e. V
- Koblenz: Theatergemeinde Koblenz e. V.
- Köln: Theatergemeinde und Junge Theatergemeinde Köln e. V.
- Mainz: Theatergemeinde Mainz e. V.
- Mönchengladbach: TheaterGemeinde und Junge TheaterGemeinde Mönchengladbach e. V.
- München: Theatergemeinde München
- Münster: CTG Christliche Theatergemeinde für Münster und das Münsterland e. V.
- Neuwied: Theatergemeinde Neuwied e. V.
- Oberhausen: Oberhausener Theaterring c/o Theatergemeinde Essen e. V.
- Trier: Theatergemeinde Trier e. V.
- Wiesbaden: Theatergemeinde Wiesbaden e. V.

Ein Großteil der Theatergemeinden hat sich dem Bund der Theatergemeinden angeschlossen.